# Edwin Einstein
Edwin Einstein (* 18. November 1842 in Cincinnati, Ohio; † 24. Januar 1905 in New York City) war ein US-amerikanischer Politiker. Zwischen 1879 und 1881 vertrat er den Bundesstaat New York im US-Repräsentantenhaus.

## Werdegang
Edwin Einstein wurde ungefähr vier Jahre vor dem Ausbruch des Mexikanisch-Amerikanischen Krieges in Cincinnati geboren. Die Familie Einstein zog 1846 nach New York City. Er arbeitete dort als Büroangestellter (clerk) in einem Laden (store). Einstein erhielt eine akademische Ausbildung am City College of New York und besuchte dann das Union College, machte allerdings keinen Abschluss. Danach ging er kaufmännischen Geschäften nach. Politisch gehörte er der Republikanischen Partei an.
Bei den Kongresswahlen des Jahres 1878 für den 46. Kongress wurde er im siebten Wahlbezirk von New York in das US-Repräsentantenhaus in Washington, D.C. gewählt, wo er am 4. März 1879 die Nachfolge von Anthony Eickhoff antrat. Da er auf eine erneute Kandidatur im Jahr 1880 verzichtete, schied er nach dem 3. März 1881 aus dem Kongress aus.
Einstein kandidierte 1892 erfolglos für den Posten des Bürgermeisters von New York City. 1895 war er Dock Commissioner in New York City. Er spielte eine wichtige Rolle bei einer Reihe von Beteiligungsgesellschaften und Wollstofffabriken. Am 24. Januar 1905 verstarb er in New York City und wurde dann auf dem Shearith Israel Cemetery in Brooklyn beigesetzt.